# Stefano Margoni
Stefano Margoni (* 12. Mai 1975 in Pozza di Fassa) ist ein ehemaliger italienischer Eishockeyspieler, der zuletzt beim HC Neumarkt in der Serie A2 und der Inter-National-League unter Vertrag stand.

## Karriere
Stefano Margoni begann seine Karriere als Eishockeyspieler beim SHC Fassa, für dessen Profimannschaft er von 1991 bis 2005 in der italienischen Serie A1 aktiv war. Die Saison 2005/06 verbrachte er bei dessen Ligarivalen HC Bozen, ehe er drei Jahre lang für die SG Pontebba, mit der er 2008 die Coppa Italia gewinnen konnte, auflief. Zur Saison 2009/10 kehrte der Flügelspieler zu seinem Stammverein SHC Fassa zurück. 2013 wechselte er zum HC Neumarkt, wo er seine Karriere 2014 mit dem Gewinn der Inter-National-League beendete.

### International
Für Italien nahm Margoni im Juniorenbereich an der U18-Junioren-Europameisterschaft 1993 sowie den U20-Junioren-B-Weltmeisterschaften 1994 und 1995 teil. Im Seniorenbereich stand er im Aufgebot seines Landes bei den Weltmeisterschaften der Division I 2003, 2005 und 2009 sowie der Top-Division 1999, 2000, 2001, 2002, 2006, 2007, 2008 und 2010. Zudem vertrat er Italien bei den Olympischen Winterspielen 1998 in Nagano und 2006 in Turin sowie bei der Olympiaqualifikation für die Spiele 2002 in Salt Lake City.

## Erfolge und Auszeichnungen
- 2005 Aufstieg in die Top-Division bei der Weltmeisterschaft der Division I
- 2008 Gewinn der Coppa Italia mit der SG Pontebba
- 2009 Aufstieg in die Top-Division bei der Weltmeisterschaft der Division I
- 2014 Gewinn der Inter-National-League mit dem HC Neumarkt